# Otar Taktakichvili
Otar Vassiliévitch Taktakichvili (en géorgien ოთარ თაქთაქიშვილი), né à Tbilissi le 27 juillet 1924, mort le 21 février 1989 à Moscou, est un compositeur, professeur et chef d'orchestre soviétique d'origine géorgienne.

## Biographie
Otar Taktakichvili est encore étudiant au Conservatoire d'État de Tbilissi lorsqu’il compose ce qui deviendra l'hymne national de la République Soviétique Socialiste de Géorgie. À partir de 1949,  il enseigne au conservatoire de Tbilissi et dirige le chœur de l'État de Géorgie. En 1951,  il reçoit son Premier Prix Staline (Prix de l'URSS) pour sa 1re symphonie. En 1962, il devient président de l'Union des compositeurs de Géorgie, et en 1965 il est nommé ministre de la Culture de la République de Géorgie.
Nommé artiste du peuple de la République de Géorgie en 1960, artiste du peuple de l'Union soviétique en 1974, il reçoit le prix Lénine en 1982, deux prix Staline en 1951 (pour la symphonie n° 1) et 1952 (pour le concerto pour piano et orchestre n° 1), et le prix d'État de l'URSS en 1967 (pour l'oratorio Chota Roustavéli).
Sa production comprend entre autres des opéras, deux symphonies, quatre concertos pour piano, deux concertos pour violon et deux pour violoncelle, le poème symphonique Mtsiri et les oratorios L'Âtre joyeux et Nikoloz Baratachvili. Son œuvre la plus connue est sans doute sa sonate pour flûte et piano.

## Compositions principales
- 1949 : Symphonie n°1
- 1950 : Samgori, poème symphonique
- 1951 : Concerto pour piano et orchestre n°1
- 1953 : Symphonie n°2
- 1955 : Concertino pour violon et petit orchestre
- 1956 : Mtsiri, poème symphonique
- 1961 : Mindia, opéra
- 1962 : La Roche et le ruisseau, poème pour voix et orchestre
- 1963 : La Récompense, opéra
- 1963 : Sonate pour flûte et piano
- 1973 : Gurijskije pesni, pour 8 voix d'hommes, chœur mixte et orchestre
- 1987 : Sonate, pour violoncelle et piano